# Mundur Polskich Sił Zbrojnych
Mundur Polskich Sił Zbrojnych – ubiór żołnierza Polskich Sił Zbrojnych.

## Mundur Wojska Polskiego we Francji

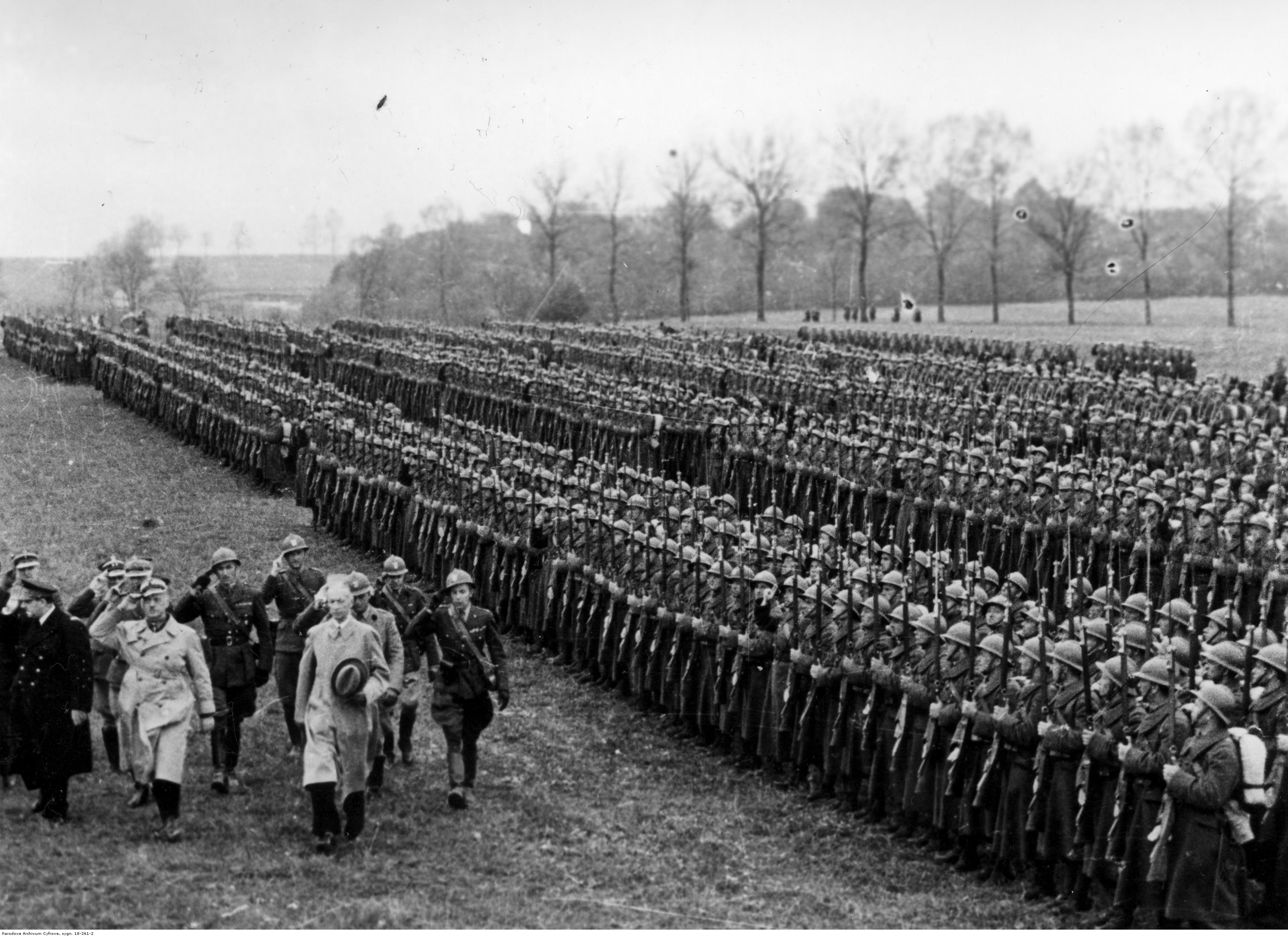
1 Dywizja Grenadierów – przegląd pododdziałów; prezydent RP Władysław Raczkiewicz i gen. Władysław Sikorski

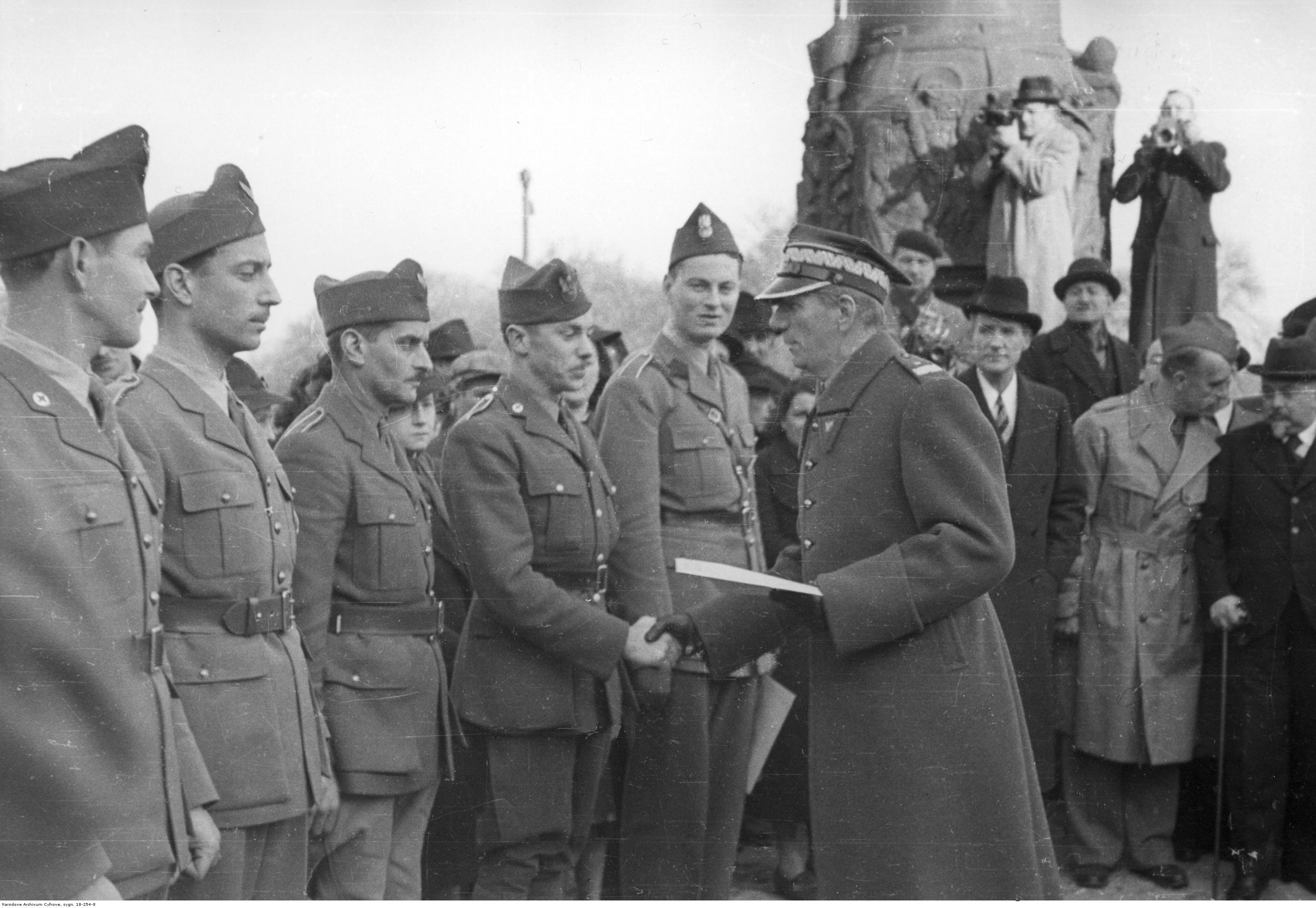
Gen. Juliusz Kleeberg wręcza dyplomy w Wojsku Polskim we Francji (1940).

Formowane jesienią 1939 roku oddziały Armii Polskiej we Francji otrzymały różnorodne, mocno wysłużone, pamiętające czasy I wojny światowej, umundurowanie barwy błękitnej. Jako nakrycia głowy służyły: czapki typu kepi, furażerki, berety i hełmy. Wojsku wydano drelichowe spodnie, stare ładownice i tornistry. Znakiem przynależności państwowej były samorzutnie nakładany polski orzeł wojskowy.
Lotnicy polscy otrzymali granatowe mundury, skórzane kurtki i ubiory polowe lotnictwa francuskiego.
Ciągłość tradycji ubioru w czasie całej wojny utrzymały załogi okrętów wojennych, które znalazły się w 1939 roku w portach Wielkiej Brytanii oraz personel dowódczy i brzegowy marynarki wojennej. Nie nastręczało to trudności wobec wielkiego podobieństwa polskich i brytyjskich ubiorów marynarskich.
24 października 1939 roku ukazał się pierwszy na wychodźstwie rozkaz Ministra Spraw Wojskowych regulujący zasady umundurowania wojska na obczyźnie. Jako zasadę przyjęto, że mundury będą kroju i barwy państw sojuszniczych z polskimi odznakami stopni wojskowych i polskim godłem wojskowym. Zniesiono obowiązek noszenia guzików z orłem państwowym, numerów pułków na naramiennikach, barwnych patek i wężyków na kołnierzu. Barwy broni i służb miały być od tej pory oznaczone małymi patkami barwnymi z wypustkami, naszywanymi na kołnierzach kurtek i płaszczy.

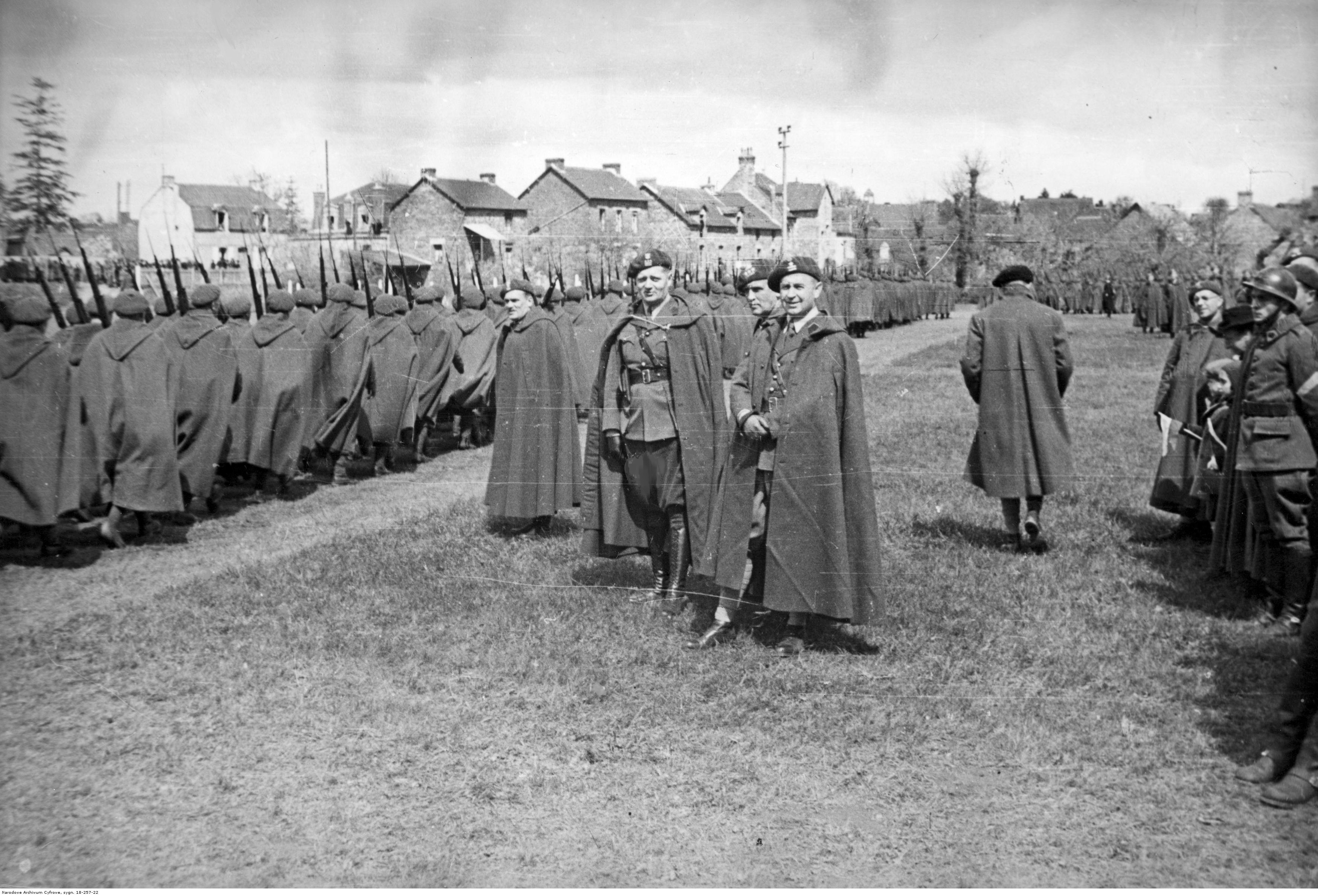
Uroczystość wręczenia sztandaru Samodzielnej Brygadzie Strzelców Podhalańskich; 10 kwietnia 1940.

Wiosną 1940 roku wydano oddziałom polskim nowe umundurowanie i oporządzenie wzoru 1935.
Nakryciem głowy były furażerki khaki i hełmy, a w Samodzielnej Brygadzie Strzelców Podhalańskich i 2 Dywizji Strzelców Pieszych ciemnobrązowe berety francuskich oddziałów fortecznych z orłami wyciśniętymi z gumy. Na hełmie wzór 1915 malowano biały wizerunek polskiego godła wojskowego.
Kurtki żołnierskie były zapinane na pięć wypukłych guzików, z miękkim leżącym kołnierzem, spod którego widać było koszulę khaki. Niektóre oddziały z braku kurtek otrzymały grube swetry barwy khaki. Spodnie sukienne kroju pump, noszone były z owijaczami pod kolano. Obuwie stanowiły juchtowe trzewiki sznurowane z podkówkami i gwoździami. Płaszcz khaki z zapięciem jednorzędowym na pięć guzików był przystosowany do podpinania pół, by nie przeszkadzały w marszu. Kołnierze płaszczy i kurtek miały na przodzie wszytą klapkę do zakrywania numerów jednostek.
Kurtki oficerskie posiadały cztery kieszenie i wyłożony kołnierz do koszuli z krawatem. W nowym mundurze noszono godła metalowe lub haftowane na czapkach i furażerkach, wytłaczane z szarej gumy, wycinane z sukna lub haftowane na beretach.
Nowe oporządzenie francuskie składało się ze skórzanego pasa ze sprzączką mosiężną o dwóch kolcach, pary dwuczęściowych ładownic skórzanych podtrzymywanych na skórzanych szelkach, brezentowego tornistra i chlebaka z dwiema dużymi kieszeniami, manierki na wino w sukiennym pokrowcu noszonej na pasku przez ramię oraz maski przeciwgazowej w brezentowej torbie. Na pasie noszono metalową pochwę do bagnetu na żabce. Oddziały polskie nie otrzymały łopatek.
Samodzielna Brygada Strzelców Podhalańskich nosiła długie peleryny z kapturem, pochodzące z magazynów francuskich formacji artyleryjskich oraz brezentowe kurtki – półpłaszcze. Nad cholewką trzewika podhalańczycy wywijali białe, narciarskie skarpety, zakrywając częściowo owijacze.
Brygada Strzelców Karpackich wyposażona została w koszule tropikalne z krótkimi rękawami i szorty, wełniane skarpety do kolan lub granatowe owijacze oraz roboczy mundur drelichowy i sweter. Nakryciem głowy były sukienne francuskie furażerki. Oficerowie umundurowani zostali w lekkie bawełniane frencze z kołnierzem wykładanym, spodnie bryczesy i długie buty lub sztylpy do trzewików. Na głowach nosili przyniesione z kraju rogatywki. W brygadze nie noszono hełmów bojowych.
Żołnierze broni pancernych donaszali części umundurowania przyniesione z obozów internowania. Używano też krótszych francuskich kurtek skórzanych, czarnych beretów i hełmów czołgowych wz. 1935. Na otrzymanych od Francuzów mundurach umieszczano polskie godła i oznaki stopni.

## Mundur w Polskich Siłach Zbrojnych w Wielkiej Brytanii

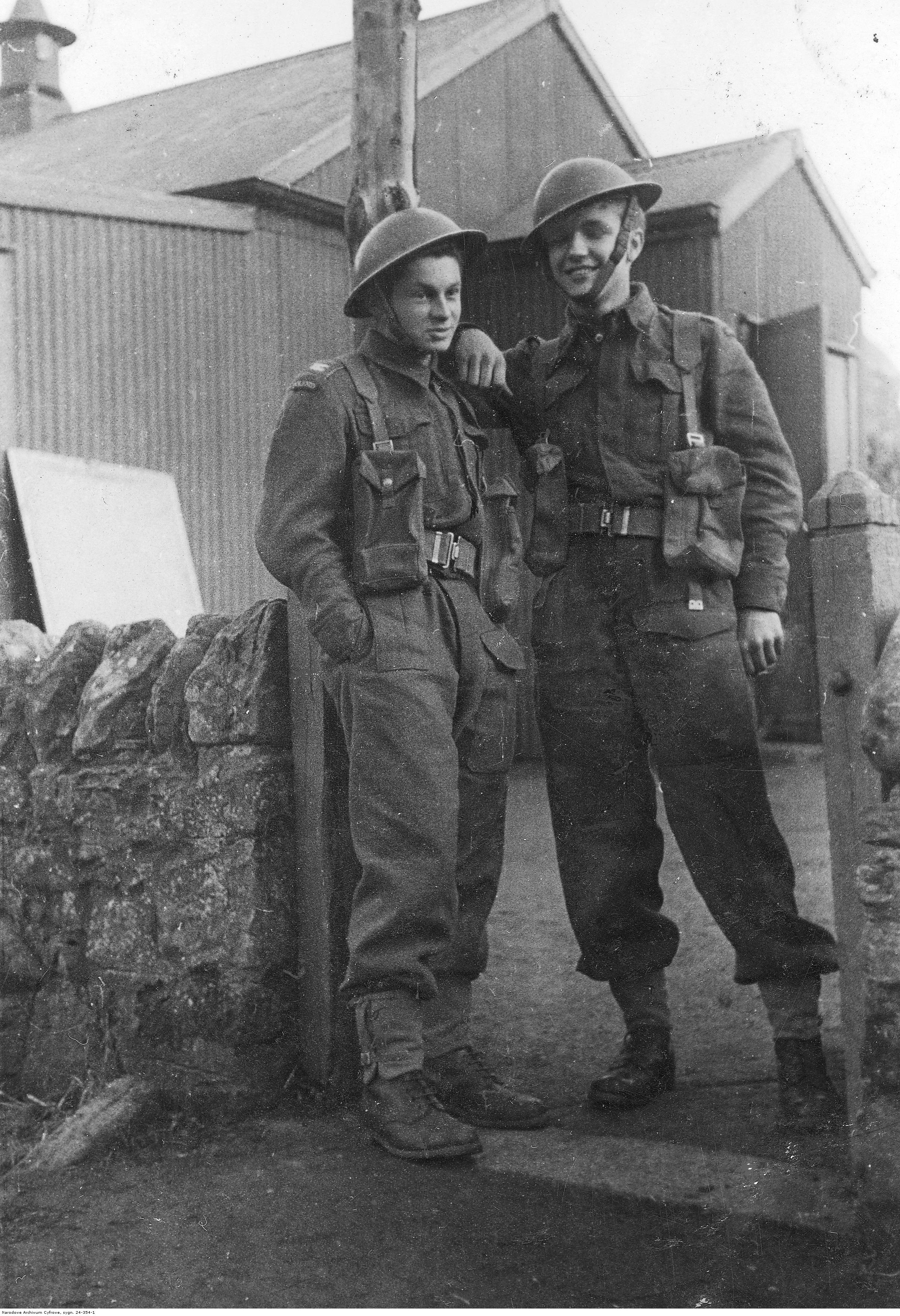
I Korpus Polski w Szkocji – żołnierze 1 Brygady Strzelców

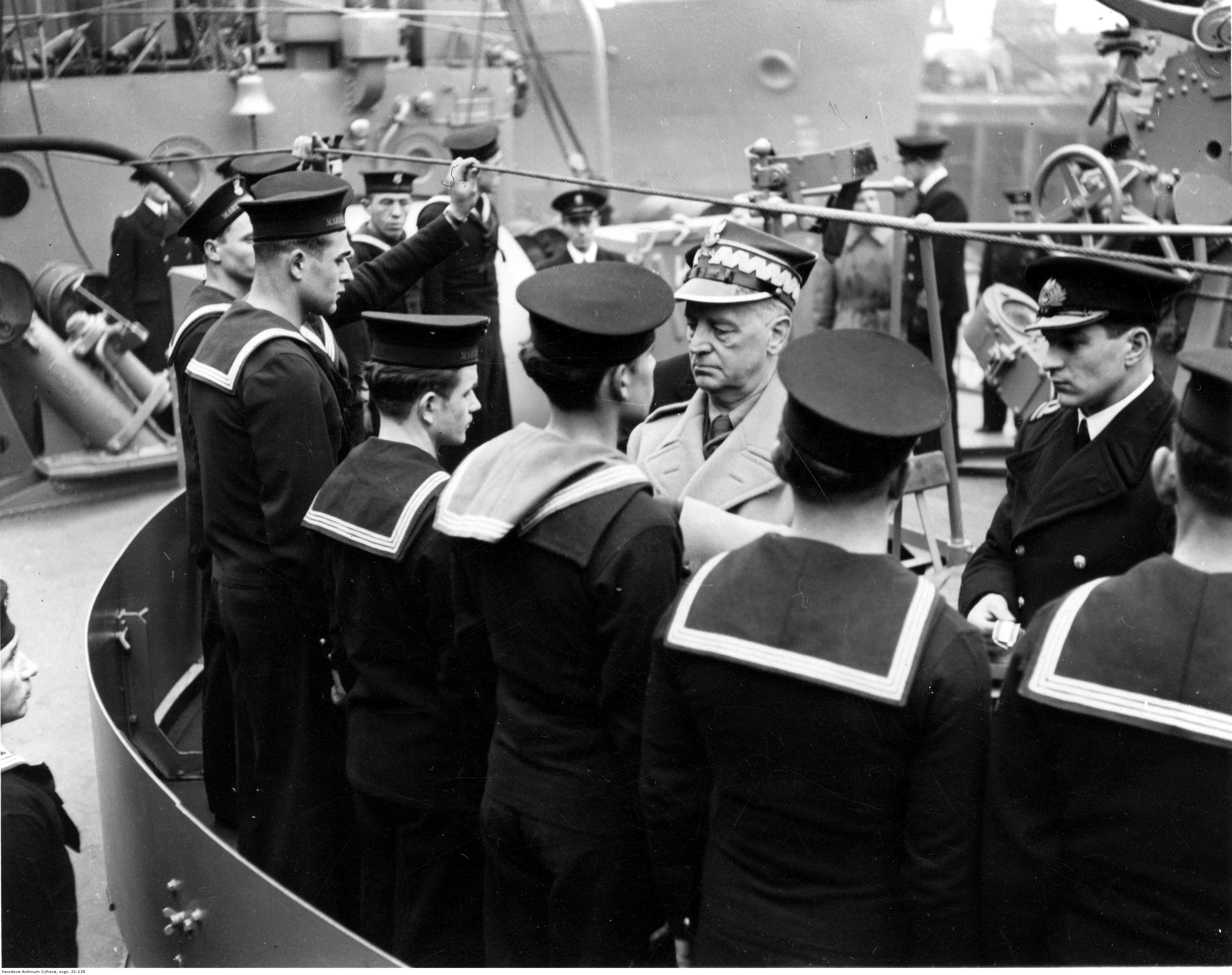
Gen. Władysław Sikorski dekoruje odznaczeniami polskich marynarzy.

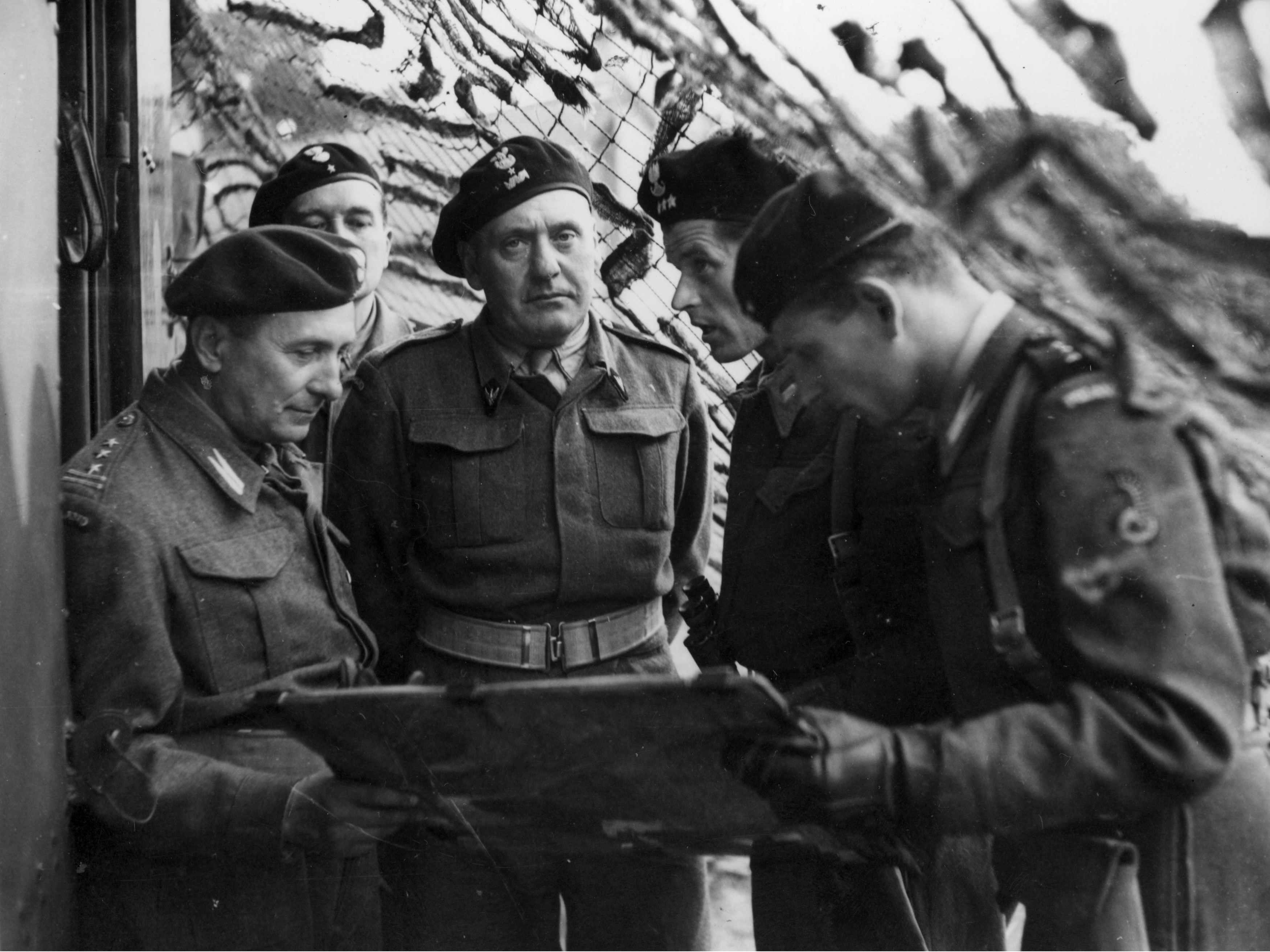
1 DPanc. – ćwiczenia przed inwazją na kontynent. Od lewej: płk. dypl. Kazimierz Dworak, gen. Stanisław Maczek (1944).

W Polskich Siłach Zbrojnych w Wielkiej  Brytanii przyjęto umundurowanie i oporządzenie armii brytyjskiej z zachowaniem polskich oznak stopni, guzików i orłów na nakrycia głowy, godeł na patkach kurtek generałów i oficerów dyplomowanych. Wydane 27 października 1941 roku „Przepisy umundurowania wojska poza granicami państwa polskiego” ustalały zasadnicze rodzaje ubiorów, które z niewielkimi zmianami i uzupełnieniami obowiązywały do końca istnienia Polskich Sił Zbrojnych.
Odrębność narodową akcentowano noszeniem polskiego godła na nakryciu głowy, polskimi oznakami stopni, guzikami z orłem przy wyjściowych kurtkach generalskich i oficerskich, patkami lub proporczykami w tradycyjnych barwach rodzaju broni, służby lub formacji. Oddziały otrzymały sukienne umundurowanie angielskie battle dress, furażerki, bluzy, spodnie, płaszcze, czarne trzewiki i spinacze. Oporządzenie stanowiło: parciane pasy główne, szelki, ładownice, tornistry, chlebaki i torby do maski przeciwgazowej. W niektórych oddziałach donaszano umundurowanie i oporządzenie francuskie.
Na wszystkich typach ubioru, z wyjątkiem płaszczy od deszczu i munduru marynarskiego obowiązywały naszywki Poland.
Ogół żołnierzy występował początkowo w furażerkach typu brytyjskiego, które po odpięciu guzików, opuszczeniu boków i daszka mogły spełniać rolę kominiarki pod hełm lub czapki zimowej. Furażerki Od 1942 roku sukcesywnie zastępowane były beretami.
Na furażerkach noszono metalowe, oksydowane orły wojskowe, na beretach w zasadzie haftowane srebrną, szarą lub białą nicią, a na hełmach malowane olejną farbą. Oznaki stopni na furażerkach i beretach haftowano lub naszywano początkowo z lewej strony – oficerskie poziomo, podoficerskie pionowo, a od lutego 1943 roku lokowano je między orłem a skórzanym obszyciem dolnej krawędzi beretu.
Berety khaki nosili żołnierze Batalionu Strzelców Podhalańskich. Kompania reprezentacyjna batalionu występowała w pelerynach. Wraz ze zmianą nakrycia głowy w armii brytyjskiej w czarne berety, wyposażono w 1942 roku żołnierzy broni pancernych, i oddziałów technicznych I Korpusu. Berety popielate 1 Samodzielna Brygada Spadochronowa. Od  1943 roku kompania grenadierów winna nosić również berety popielate. Wbrew przepisom noszono w niej jednak berety błękitne. W pozostałych formacjach I Korpusu berety granatowe weszły w 1943 roku.
Samodzielna Kompania Grenadierów, oprócz typowego umundurowania brytyjskiego wyróżniała się popielatymi lub błękitnymi beretami, patkami na kołnierzu z wiśniową wypustką i metalowym znakiem w postaci spadochronu oraz oznaką alianckich oddziałów specjalnych noszoną na prawym rękawie. Kompania wyposażona została ponadto w amerykańskie gumowe hełmy spadochronowe i trzewiki z długą, sznurowaną cholewką.
Żandarmeria  nosiła okrągłe brytyjskie czapki z białym pokrowcem. Na ramieniu zakładano czerwono-biało-czerwone opaski służbowe z literami MP i sznury służbowe na lewym ramieniu.
Oficerowie do ubioru garnizonowo-służbowego mogli nosić rogatywki z barwnym otokiem. W Londynie, Edynburgu i Glasgow był to ubiór obowiązkowy. Rogatywek nie noszono do battle-dressu.

## Mundur w Armii Polskiej na Wschodzie i w 2 Korpusie

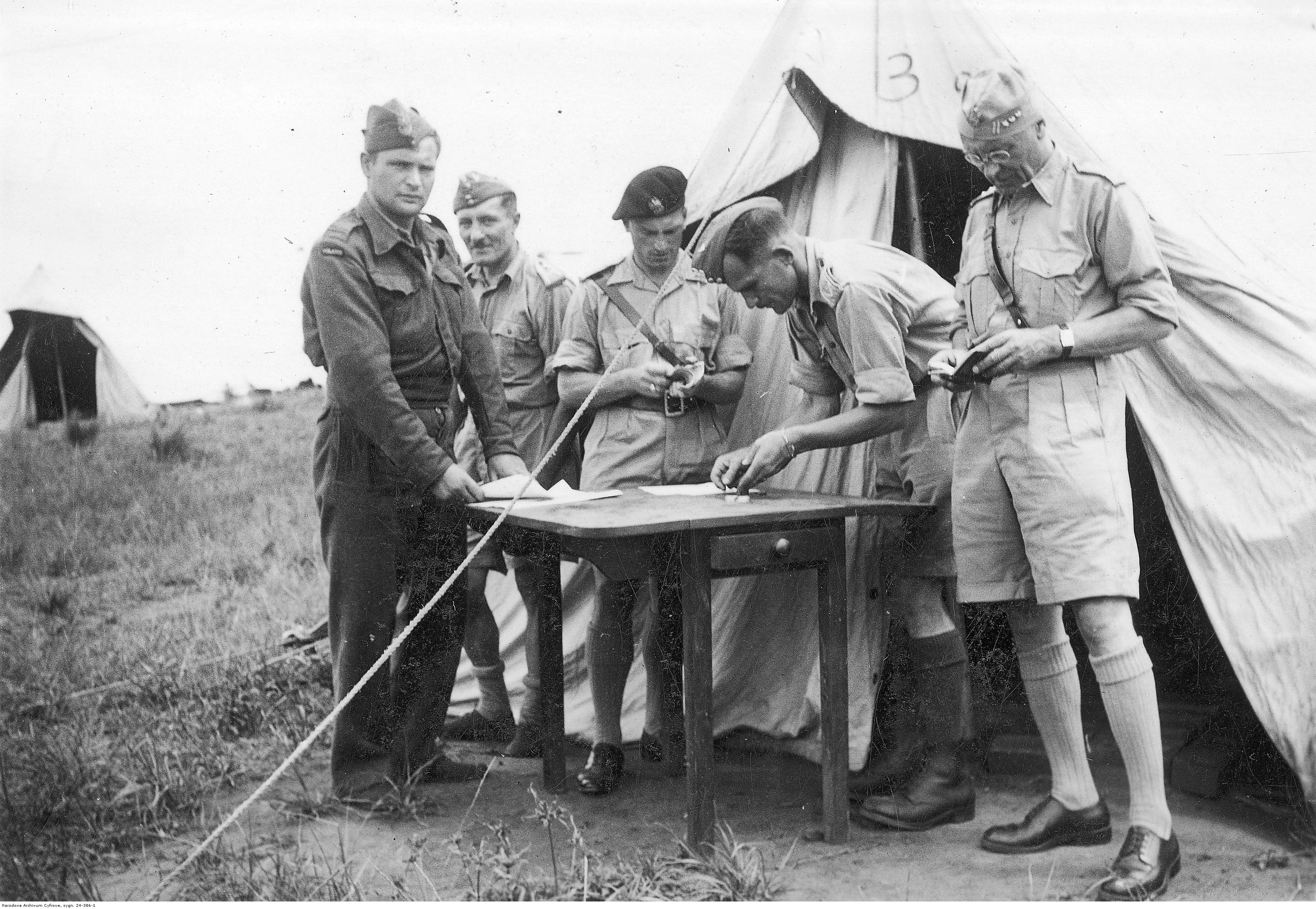
Armia Polska na Bliskim Wschodzie - grupa żołnierzy w obozie

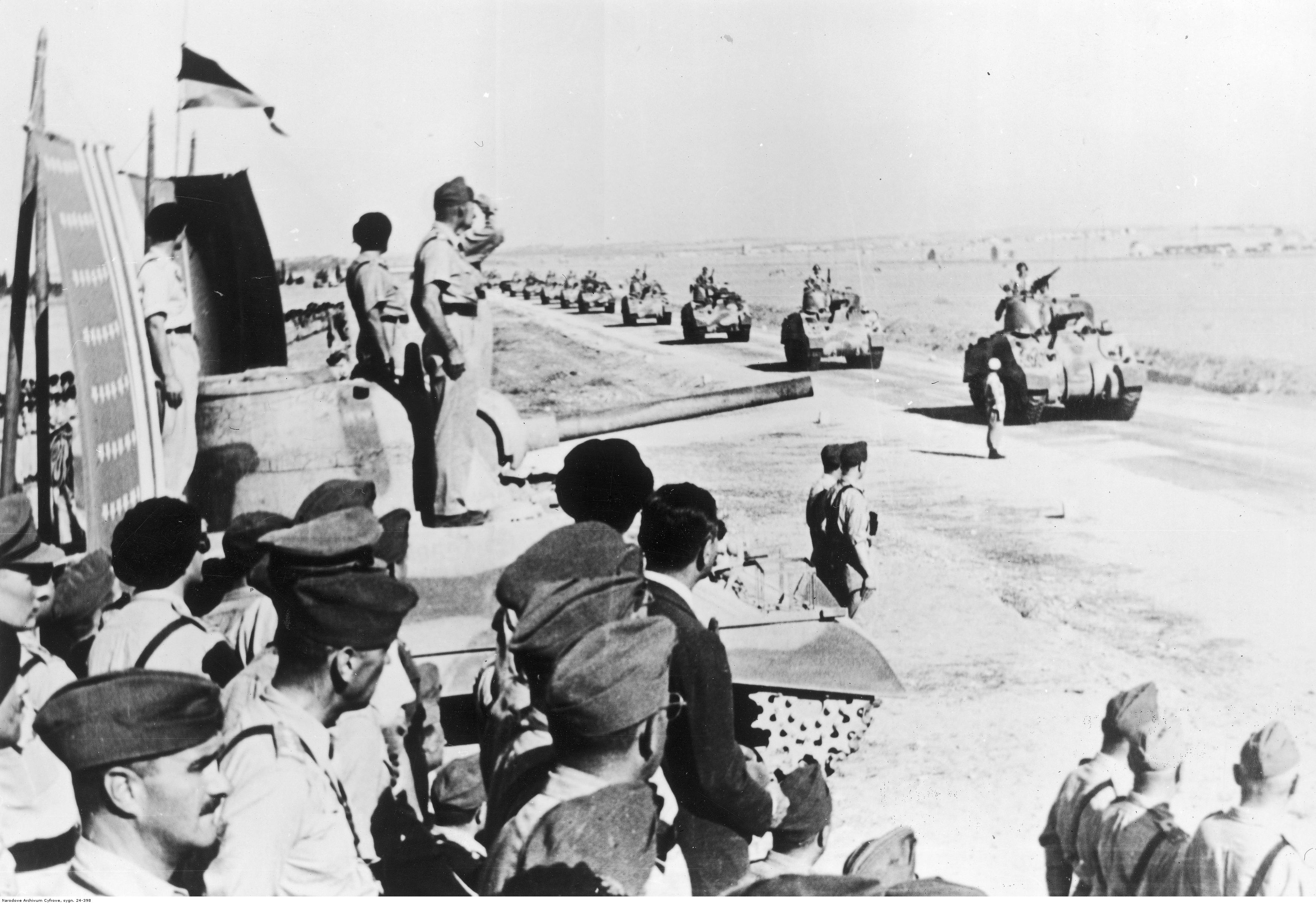
Defilada Samodzielnej 2 Brygady Pancernej przed gen. Kazimierzem Sosnkowskim w Hill 69 koło Gazy (1943).

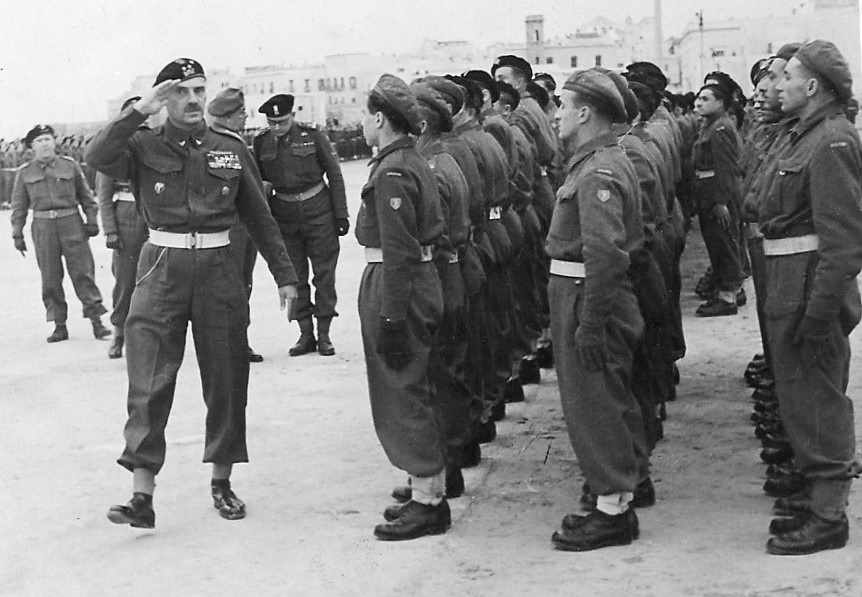
Inspekcja w CWWPanc w Gallipoli – na pierwszym planie gen. Władysław Anders.

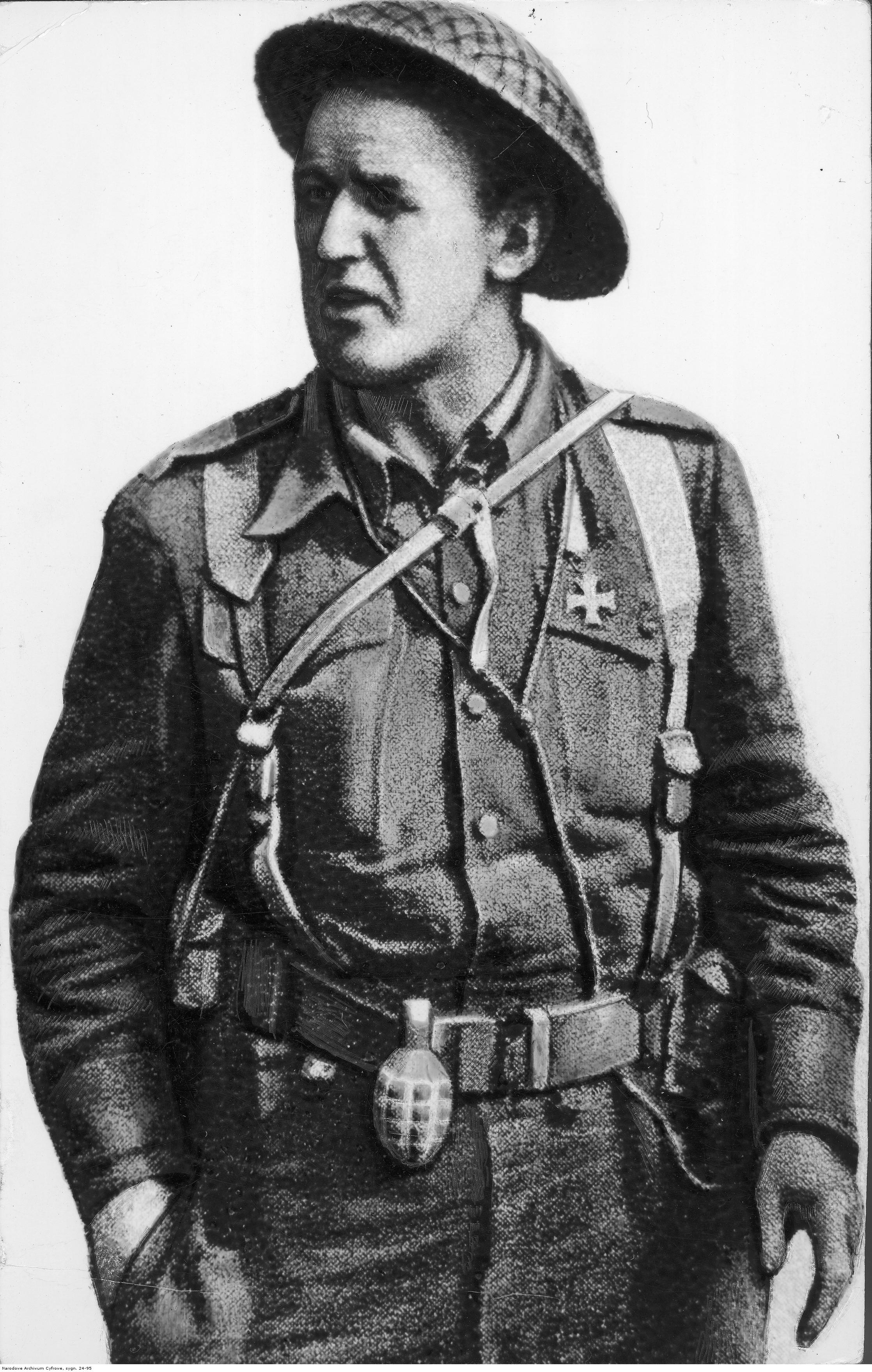
Mjr Leon Gnatowski, z-ca dowódcy 15 batalionu 5 Kresowej Dywizji Piechoty

Umundurowanie brytyjskie otrzymały również oddziały polskie pełniące służbę w Afryce, na Bliskim Wschodzie i walczące na terenie Włoch. Obok mundurów sukiennych zaopatrywano je również w drelichowe barwy piaskowej, składające się z furażerki, kasku tropikalnego, koszuli tropikalnej z naramiennikami, tropikalnej kurtki oficerskiej bush jacket, szortów, swetra i długich drelichowych spodni zamiast bryczesów. Koszule noszono z podwiniętymi rękawami. Oficerowie używali koszul z krótkimi rękawami. Oznaki stopni noszono w formie nasuwek na naramienniki, a oznaki rozpoznawcze z naszywką „Poland” na przymocowanych sznurkiem do naramiennika i przypiętych na zatrzaski „klapkach” z materiału tropikalnego. Szeregowi używali do szortów wełnianych skarpet pod kolano bez stóp, które obwiązywano owijką nad cholewką trzewika lub z braku owijek spinano spinaczem.
Do połowy 1942 roku obowiązywało oficerów i szeregowych zapinanie bluzy battle-dress pod szyją. Rozpiąć można było w czasie marszu lub przy wykonywaniu prac biurowych i poza służbą. Przy rozpiętym kołnierzu kurtki obowiązywała oficerów i podoficerów koszula khaki i krawat. Od połowy 1942 oficerowie mieli zawsze kołnierz bluzy rozpięty i klapy zapięcia wyłożone. Szeregowi nadal nosili bluzę zapiętą pod szyją i koszulę bez kołnierzyka i krawata. Od lutego 1945 roku wprowadzono dla szeregowych koszule z krawatem.
Do 1943 roku oficerowie występując w szeregu i na służbie nosili pas skórzany z koalicyjką i pistoletem w skórzanym futerale. Poza służbą nie noszono pasa. Dozwolony był pas miękki z materiału kurtki na wyjściowej kurtce oficerskiej. Od 1943 roku oficerowie i szeregowi obowiązani byli nosić na bluzie battle-dress pas parciany typu żołnierskiego, poza służbą bez szelek, a w służbie z szelkami i z rewolwerem w brezentowym futerale.
W styczniu czarne berety przyznano 2 BKPanc, trzem pułkom rozpoznawczym i kompaniom transportowym 2 Korpusu. Berety ciemnozielone nosiła 1 Samodzielna Kompania Commando.
18 marca 1944 roku rozpoczęto wymianę  furażerek na berety khaki. Proces ten trwał do 1 lipca. W kwietniu 1945 roku wymieniono je na berety granatowe.
W Palestynie Samodzielna Brygada Strzelców Karpackich została przemundurowana na wzór brytyjski. Były to zestawy tropikalne typu battle dres, koszule tropikalne z podwijanymi rękawami i szorty barwy piaskowej, wełniane skarpety pod kolano, krótkie sukienne owijki zastąpione później brezentowymi spinaczami, dwurzędowy płaszcz sukienny, furażerki sukienne i bawełniane, hełmy stalowe z malowanymi godłami, kapelusze australijskie i hełmy korkowe. W skład ekwipunku wchodziły pasy i ładownice skórzane, zamienione później na parciane,  plecak, chlebak i manierka w sukiennym pokrowcu.
Mundur polowy oficerów był identyczny. Ubiór wyjściowy stanowiły kurtki z lekkiego materiału, bryczesy, buty czarne lub brązowe z długą cholewą lub sztylpy i skórzane pasy z koalicyjką.
Mimo rozkazu Naczelnego Wodza z 27 października 1941 o oznaczeniu rękawów mundurów żołnierzy polskich na obczyźnie naszywką „Poland”, oznaka ta nie była noszona w brygadzie>.

## Umundurowanie kobiet

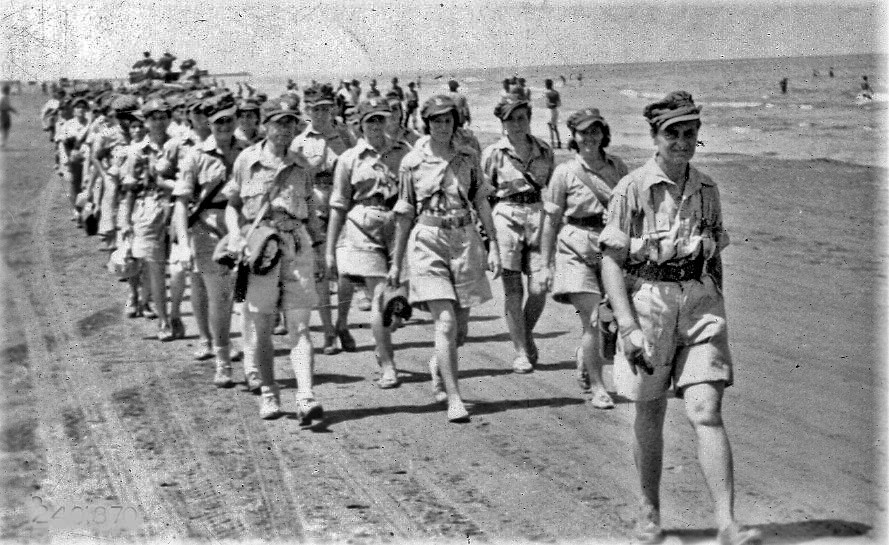
Pestki w Palestynie (1943)

Panie z Pomocniczej Służby Wojskowej Kobiet od kwietnia 1943 roku nosiły umundurowanie kroju i barwy odpowiednich brytyjskich kobiecych służb wojsk lądowych, marynarki i lotnictwa, ze specjalnymi oznakami grup służbowych, odmiennymi oznakami stopnia niż w wojsku, z polskim godłem i guzikami.
Nakryciem głowy w kompaniach transportowych byty czarne berety filcowe z orłem, w pozostałych – berety czesankowe khaki.
Mundur letni składał się z koszuli z przypinanymi naramiennikami, spódnicy drelichowej, zielonych skarpet i brązowych półbutów.
Do munduru zimowego kobiety nosiły bluzę battle-dressu z kołnierzem rozpiętym i wyłożonym kołnierzem koszuli lub też frencze kamgamowe z paskiem sukiennym i kamgamowe spódnice. Okryciem wierzchnim były dwurzędowe płaszcze sukienne z wykładanym kołnierzem.
Niebieskie naramienniki w Wojskowym Korpusie Sióstr Służby Zdrowia wykonane były z szewiotu. Zamiast gwiazdek noszono metalowe krzyżyki. Na rękawach noszono naszywki „Poland” i odpowiednie oznaki wielkich jednostek.

## Umundurowanie Armii Polskiej w ZSRR

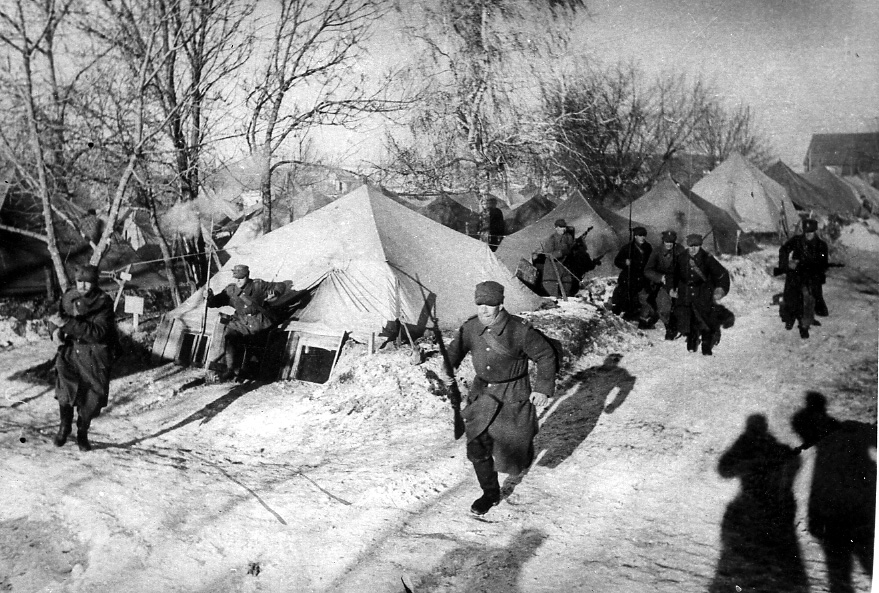
Obóz polski w Tockoje (zima 1941)

Armia Polska w ZSRR umundurowana była początkowo w części umundurowania polskiego z 1939 roku, a częściowo wyposażona w radzieckie zimowe ubiory watowane, futrzane czapki, buty z cholewami i filcowe „walonki”.  Zimą 1941 roku otrzymała pierwszy transport brytyjskich płaszczy, starych pasów skórzanych i ładownic. Wiosną roku 1942 większość oddziałów wyposażono w angielskie mundury sukienne i furażerki oraz parciany ekwipunek brytyjskiej piechoty. Na nakryciach głowy noszono polskie orły wojskowe wykonane własnym przemysłem przez żołnierzy, a później dostarczane z Wielkiej Brytanii.

## Mundur Polskich Sił Powietrznych

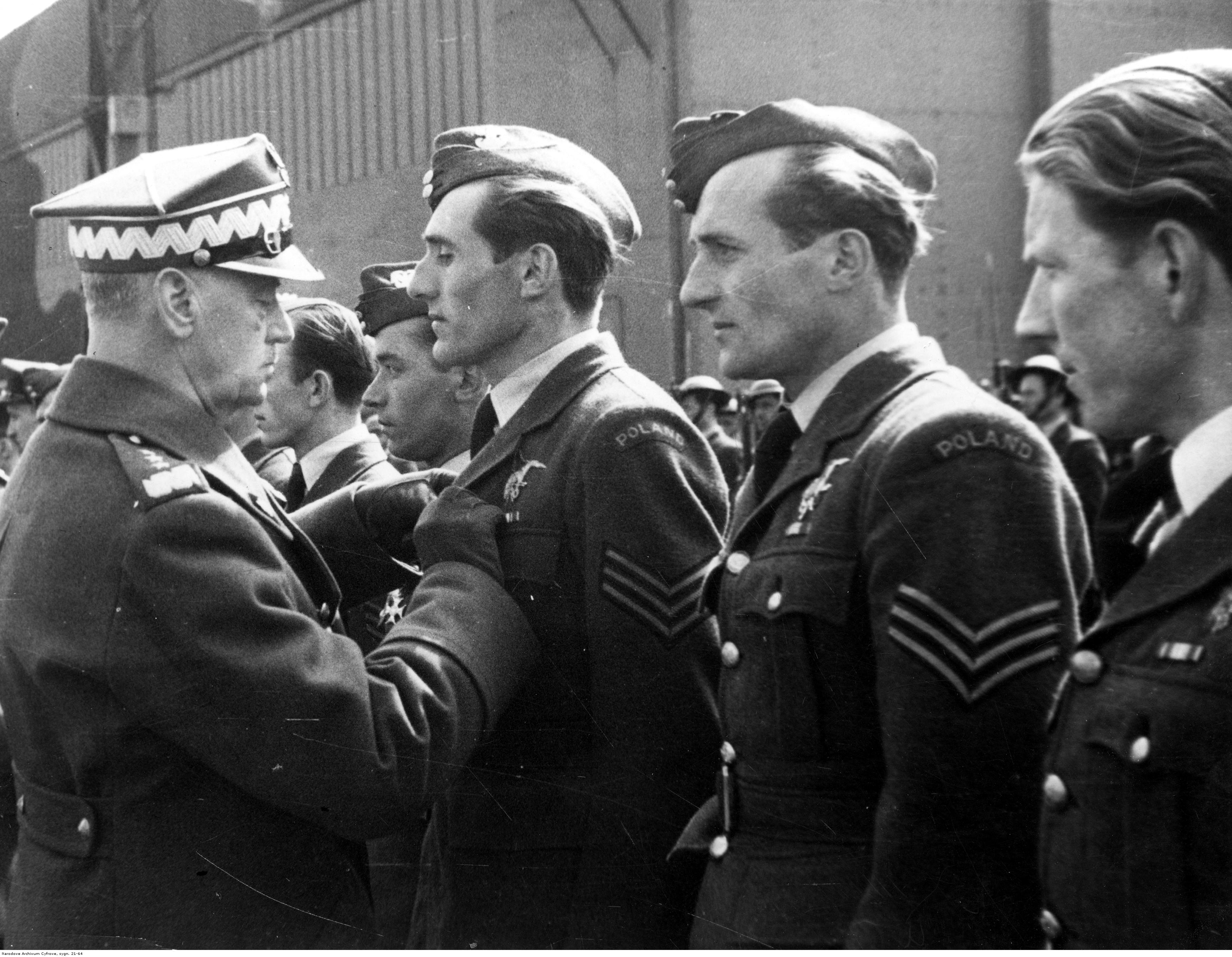
Gen. Władysław Sikorski dekoruje odznaczeniami polskich pilotów.

Żołnierze Polskich Sił Powietrznych nosili stalowoniebieski mundur RAF-u z polskimi guzikami, polskimi oznakami stopni na małych patkach nałożonych na wyłogi kołnierzy, oraz z brytyjskimi oznakami stopni funkcyjnych na rękawy kurtek, na naramienniki płaszczy i bluz battle-dressu. Szeregowi nosili godła metalowe, wzorowane na lotniczych godłach z roku 1936, oficerowie zaś haftowane złotym i srebrnym bajorkiem na czarnych podkładkach. Do ubioru polowego piloci poszczególnych dywizjonów nosili różnokolorowe szaliki.

## Mundur Marynarki Wojennej
Marynarka wojenna zachowała umundurowanie sprzed 1939 roku. Nie nastręczało to trudności wobec wielkiego podobieństwa polskich i brytyjskich ubiorów marynarskich. Drobne zmiany obejmowały wprowadzenie oznak stopni na naramiennikach półpłaszczy, wprowadzeniu nowej oznaki chorążego i skrócenie galonów oficerskich na rękawach kurtek oficerskich, tylko do części zewnętrznej mankietu.

## Typy umundurowania
W okresie istnienia Polskich Sił Zbrojnych obowiązywały następujące typy ubiorów: polowy, garnizonowy i garnizonowo-służbowy.
- Ubiór polowy[p]obowiązywał wszystkich żołnierzy w oddziałach i sztabach[q] oraz poza służbą do plutonowego włącznie.
- Ubiór garnizonowy obowiązywał przede wszystkim oficerów centralnych władz wojskowych przebywających stale lub czasowo w Londynie, Edynburgu i Glasgow oraz oficerów uczestniczących w oficjalnych uroczystościach. Poza służbą mogli ten typ ubioru nosić wszyscy oficerowie, podoficerowie od sierżanta wzwyż i podchorążowie.
- Ubiór garnizonowo-służbowy obowiązywał wyższych dowódców i asystujących im oficerów w czasie wizytowania oddziałów na przeglądach, rewiach oraz oficerów żandarmerii na służbie.

## Oznaki i odznaki
Oznaki stopni wojsk lądowychnoszone były na naramiennikach, nasuwkach na naramienniki i nakryciu głowy z wyjątkiem hełmów bojowych, kapeluszy, hełmów spadochronowych, kasków tropikalnych i czapeczek wełnianych.
Barwy rodzajów wojsk i służb noszone były w formie patek, proporczyków kawaleryjskich i trójkątów na kołnierzach kurtek i płaszczy. W 2 Korpusie barwy i emblematy nakładano na furażerki i berety.
Stosowano też zwyczaj noszenia na rękawach oznak rozpoznawczych oddziałów.  Noszono je na lewym rękawie kurtki, bluzy, koszuli tropikalnej i płaszcza poniżej naszywki Poland .
Żołnierze 2 Korpusu od czerwca 1946 roku na rękawach nosili po dwie, a w przypadku brygad nawet trzy oznaki.
Noszono też  odznaki honorowe. 10 pułk dragonów nosił herb hrabstwa Lanark, a pułki i bataliony 1 DPanc otrzymały prawo noszenia naszywek z herbami miast belgijskich i holenderskich. Ochotnicy z  krajów Europy i obydwu Ameryk nosili naszywki naramienne z flagami narodowymi.
Batalion Strzelców Podhalańskich nosił sznur naramienny w norweskich barwach narodowych,  a 10 Brygada Kawalerii Pancernej czarne naramienniki